# Robert Everett (Ingenieur)
Robert Rivers Everett (* 26. Juni 1921 in Yonkers, New York; † 15. August 2018 in Cape Cod, Massachusetts) war ein US-amerikanischer Computer-Ingenieur.
Everett studierte Elektrotechnik an der Duke University mit dem Bachelor-Abschluss 1942 und am Massachusetts Institute of Technology (MIT) mit dem Master-Abschluss 1943. Er assistierte danach Jay Wright Forrester in der Entwicklung des Whirlwind-Computers (bzw. Simulationssystems) am MIT. Das Projekt führte nicht nur zu vielen Anstößen in der Computerentwicklung (zum Beispiel Echtzeit-Datenverarbeitung), sondern war auch Grundlage des SAGE-Systems zur Flugabwehr, das unter Leitung von Everett ab 1956 entwickelt wurde. Das führte gleichzeitig zur Gründung der Mitre Corporation, deren technischer Direktor er 1956 bis 1958 war. 1959 wurde er Vizepräsident für Technik, 1969 Executive Vice President und 1969 bis 1986 Präsident von MITRE.
Er war Fellow des Computer History Museum, des IEEE und der National Academy of Engineering. 1989 erhielt er die National Medal of Technology.